# Чиршкас-Мураты
Чиршка́с-Мура́ты (чув. Чӑрӑшкас Мӑрат) — деревня в Вурнарском районе Чувашской Республики. Входит в состав Большеторханского сельского поселения.

## География
Находится в центральной части Чувашии, на расстоянии приблизительно 9 км на север-северо-восток по прямой от районного центра поселка Вурнары.

## История
Известна с 1858 года, когда здесь проживало 275 человек. В XIX веке составляла околоток деревни Вторая Муратова (ныне не существует). В 1897 году здесь проживало 375 человек, в 1926 было 93 двора и 480 жителей. В 1939 было учтено 530 жителей, в 1979—471. В 2002 году был 101 двор, в 2010 — 88 домохозяйств. В 1931 образован колхоз «11 лет Чувашии», в 2010 действовал СХПК «МТС».

## Население
Постоянное население составляло 348 человек (чуваши 99 %) в 2002 году, 242 в 2010.